# Kerkhof van Agenvillers
Het kerkhof van Agenvillers is een begraafplaats gelegen bij de Église Notre-Dame de l'Assomption van Agenvillers in het Franse departement Somme.

## Militair graf
De begraafplaats telt 1 geïdentificeerd Gemenebest graf uit de Eerste Wereldoorlog. Dit militaire graf wordt onderhouden door de Commonwealth War Graves Commission, die het kerkhof heeft ingeschreven als Agenvillers Churchyard.